# Robert Henley (2e comte de Northington)
Robert Henley, 2e comte de Northington (3 janvier 1747 - 5 juillet 1786) est un homme politique britannique. 

## Biographie
Il est le fils aîné de Robert Henley (1er comte de Northington) et fait ses études à la Westminster School et à la Christ Church d’Oxford. Il succède à son père comme comte en 1772, héritant de The Grange, Northington. 
Il est nommé caissier de l'échiquier en 1763, poste qu'il occupe jusqu'à sa mort. Il est également greffier du hanaper à vie à partir de 1771. 

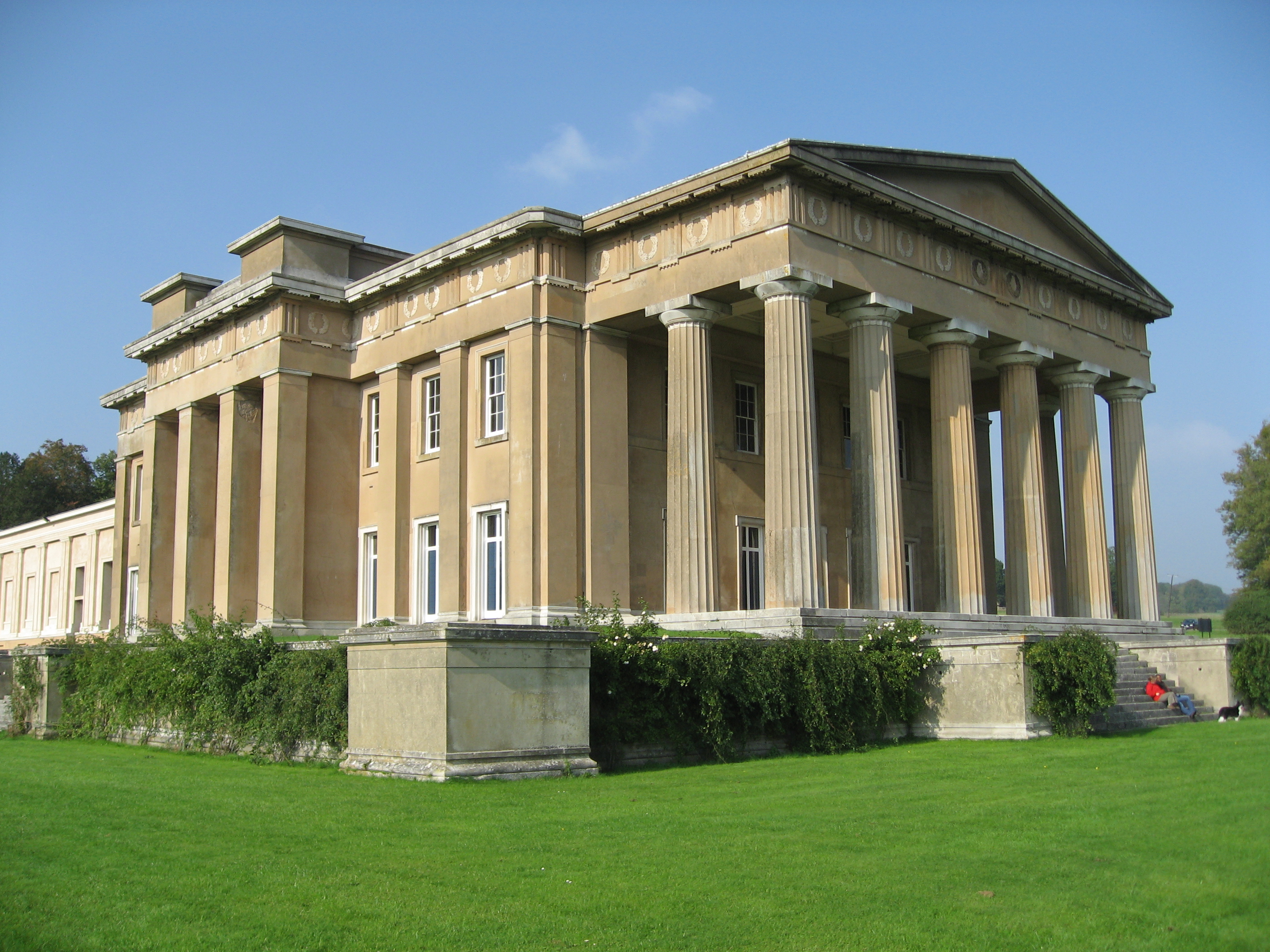
La Grange, Northington

Il est élu député du Hampshire le 30 mars 1768 et siège jusqu'à ce qu'il devienne 2e comte de Northington le 14 janvier 1772, rejoignant la Chambre des lords. Il est fait chevalier du chardon le 18 août 1773. En 1783, il remplit les fonctions de Lord lieutenant d'Irlande au sein de la coalition Fox-North et est nommé membre du Conseil privé le 30 avril. 
À son décès, célibataire, à l'âge de trente-neuf ans, ses titres ont disparu et ses sœurs ont vendu The Grange à la famille des banques Drummond. Un portrait de Joshua Reynolds de 1787 se trouve dans le Musée national d'Australie-Méridionale.